# 불가사의 던전 떠돌이 시렌 3: 가라쿠리 저택의 잠자는 공주
《불가사의 던전 떠돌이 시렌 3: 가라쿠리 저택의 잠자는 공주》는 춘소프트가 개발한 로그라이크 롤플레잉 비디오 게임이다. 《불가사의 던전》의 하위 시리즈 《떠돌이 시렌》의 세 번째 본편으로, Wii로 제작돼 일본서 2008년 6월 5일 출시됐다. 북미 지역에선 《떠돌이 시렌》이라는 제목으로 2010년 2월 9일 발매됐다.
2010년, 플레이스테이션 포터블 이식판이 《불가사의 던전 떠돌이 시렌 3 포터블》이라는 제목으로 출시됐다.

## 출시
《떠돌이 시렌 3》는 일본 지역에서 세가가 배급해 2008년 6월 5일 출시됐다. 북미 지역에선 아틀러스 USA가 배급해 2010년 2월 9일 출시됐다. 플레이스테이션 포터블판은 일본에서만 2010년 1월 28일 출시됐다.

## 반응
《떠돌이 시렌 3》 Wii판은 리뷰 애그리게이터 웹사이트 메타크리틱에서 100점 만점에 71점을 획득해 "복합적이거나 평균적인 평가"를 받았다.

## 참조

### 내용주
1. ↑  일본어: 不思議のダンジョン 風来のシレン3 からくり屋敷の眠り姫
2. ↑  영어: Shiren the Wanderer
3. ↑  일본어: 不思議のダンジョン 風来のシレン3 ポータブル